# Adam Cowan
Adam Cowan (23 de enero de 1981 en Palmerston North) es un futbolista neozelandés que juega como defensor en el Wairarapa United.

## Carrera
Comenzó a jugar al fútbol en el Wairarapa United. En 2007 lo contrató el YoungHeart Manawatu, donde jugó hasta 2011. Ese año fue transferido al Hawke's Bay United para disputar la ASB Premiership 2011/12, pero en 2012 regresó al club de la región de Manawatu-Wanganui. A mediados de 2013 decidió firmar con el Kiwi FC samoano para jugar la fase preliminar de la Liga de Campeones de la OFC 2014. Luego de vencer en la competición, en la que fue condecorado como goleador, y otorgarle un lugar al club de Samoa en la fase de grupos de la competición, firmó con el Team Wellington. En 2015 dejó el club para regresar al Wairarapa United.

### Clubes
| Club                | País          | Año             |
| ------------------- | ------------- | --------------- |
| Wairarapa United    | Nueva Zelanda | ¿? - 2007       |
| YoungHeart Manawatu | Nueva Zelanda | 2007 - 2011     |
| Hawke's Bay United  | Nueva Zelanda | 2011 - 2012     |
| YoungHeart Manawatu | Nueva Zelanda | 2012 - 2013     |
| Kiwi FC             | Samoa         | 2013            |
| Team Wellington     | Nueva Zelanda | 2013 - 2015     |
| Wairarapa United    | Nueva Zelanda | 2015 - Presente |